# 25 août 1985
Le dimanche 25 août 1985 est le 237e jour de l'année 1985.

## Naissances
- Aleksandr Nikouline, joueur professionnel russe de hockey sur glace
- Boris Záhumenský, joueur de hockey sur glace professionnel slovaque
- Dejan Stankovic, joueur de football de plage international suisse
- Elvedin Džinič, joueur de football slovène
- Igor Burzanović, joueur de football monténégrin
- Kaspars Bērziņš, joueur de basket-ball letton
- Marcus Böhme, joueur de volley-ball allemand
- Naho Emoto, joueuse de softball japonaise
- Ruslan Sharifullin, skieur acrobatique russe
- Sayed Mohammed Jaffer, joueur de football bahreïni
- Tomislav Grozaj, joueur professionnel de hockey sur glace croate
- Wynter Gordon, chanteuse et compositrice américaine
- Yukari Nakano, patineuse artistique japonaise

## Décès
- Günther-Eberhardt Wisliceny (né le 5 septembre 1912), SS allemand
- Jan Josephus Poelhekke (né le 18 février 1913), historien néerlandais
- Jee Yong-ju (né le 19 décembre 1948), boxeur sud-coréen
- Ludwig Ott (né le 24 août 1906), théologien catholique et médiéviste allemand
- Pino Zac (né le 23 avril 1930), dessinateur, réalisateur
- Samantha Smith (née le 29 juin 1972), écolière américaine

## Événements
- Grand Prix automobile des Pays-Bas 1985
- Fin du tour du Limousin 1985